# 中田一歩
中田 一歩（なかた いっぽ、1973年8月16日 - ）は、日本の芸人である。大阪市大正区出身。

## 来歴・人物
- 1990年 高校在学中に中田ボタンに弟子入りをする。
- 1992年 高校卒業と同時にオール阪神の弟子の高田百歩（たかだひゃっぽ）と漫才コンビを組み「中田一歩・高田百歩」で活動。
- 1995年 同コンビを解散。その後ピンで活動。和歌山マリーナシティのスタントショー「バイキングアドベンチャー」に出演。
- 1999年 上京し、月亭八方の弟子の月亭連方（つきていれんぽう）と漫才コンビを組み「スパイシージャム」で活動。吉本興業の劇場や浅草などの演芸場に出演。
- 2006年 同コンビを解散。その後、活動の場を大阪へ移す。 期間限定であるが、USJなどに出演している。
- 尼崎にあるFMaiai 82.0MHz「中田一歩の＠ippo」でDJをしている。
- 東京・押上にあるスマートフォン向けの放送局、WALLOPで「逆剃り」・「夕焼け番長スーパー列伝」に出演している。

## テレビ出演
- オールザッツ漫才93（毎日放送）
- オールザッツ漫才94（毎日放送）